# Franklin Thomas
Pour les articles homonymes, voir Thomas et Frank Thomas.
Franklin dit « Frank » Thomas est un dessinateur et animateur américain, né le 5 septembre 1912 à Fresno en Californie et décédé le 8 septembre 2004 à La Cañada Flintridge en Californie à l'âge de 92 ans. Il est un membre de la légendaire équipe des « Neuf Sages de Disney ».

## Biographie
Franklin Thomas obtient un diplôme à l'Université Stanford et étudie ensuite au Chouinard Art Institute. Puis il est embauché aux studios Disney le 24 septembre 1934 sous le matricule 224 comme assistant animateur. Il anime des dizaines de courts et longs métrages.
Parmi ses contributions aux courts métrages, on peut citer les scènes avec Mickey Mouse et le roi dans Le Brave Petit Tailleur (1938), celles avec Mickey et l'ours dans Chien d'arrêt (1939) ainsi que les scènes en allemand dans Education for Death (1942), un film de propagande de la Seconde Guerre mondiale qu'il anima juste avant son incorporation dans l’Air Force. À son retour il travailla sur des séquences des moyens métrages avec Winnie et Porcinet.
Pour les longs métrages, il travaille entre autres sur : 
- Blanche-Neige (1937), pour la scène des nains en pleurs près du corps de Blanche-Neige.
- Pinocchio (1940), pour la chanson de Pinocchio dans le théâtre de marionnette.
- Bambi (1941), pour la scène de Bambi et Panpan dans la neige[2].
- Cendrillon (1950), pour Lady Tremaine, la belle-mère de Cendrillon.
- Alice aux Pays des Merveilles (1951), pour la reine de cœur.
- Peter Pan (1953), pour le Capitaine Crochet.
- La Belle et le Clochard (1955), pour la scène où Belle et Clochard mangent des spaghettis.
- La Belle au bois dormant (1959), pour les trois fées.
- Les 101 Dalmatiens (1961), pour les dalmatiens.
- Merlin l'Enchanteur (1963), pour la scène où Merlin et Arthur sont transformés en écureuils.
- Mary Poppins (1964), pour les manchots.
- Le Livre de la Jungle (1967), pour Baloo.

Parmi les œuvres précédentes, il est reconnu pour avoir dirigé l'animation de certains des plus célèbres méchants de Disney. Sur la production de Bambi (1942), il rencontre Donna Atwood (en), vedette du spectacle Ice Capades prise comme modèle pour les scènes de patinage et qu'il épouse par la suite. Durant la production de Bambi, Walt Disney lui confie la tâche de développer avec Milt Kahl une méthode pour faciliter l'animation des personnages qui est basée sur des feuilles de style décomposant le mouvement sur une dizaine de secondes. 
Le 16 février 1946, il épouse Jeanette Armentrout avec laquelle il restera marié jusqu'à sa mort et qui lui donnera 4 enfants, précisément 3 garçons et une fille prénommés Gregg, Theodore, Doug et Ann.
Amateur de piano et pianiste, il fait partie des années 1950 à 1970 du groupe Firehouse Five Plus Two. Il prit sa retraite de Disney en 1978. Avec Ollie Johnston, un grand ami, il rédige un livre explicatif sur l'animation intitulé The Illusion of Life, publié pour la première fois chez Abbeville Press en 1981. Ce livre est considéré comme la bible des animateurs pour l'animation traditionnelle à la main et principalement pour l'animation des personnages de style Disney. Ce livre est réédité à de nombreuses reprises.
Frank Thomas et Ollie Johnston ressortent tous les deux de leurs retraites à deux reprises pour des longs métrages coproduits par Disney, ils donnent leurs voix (version anglaise uniquement) à leurs caricatures dans
- Le Géant de fer (1999) sous la forme de deux mécaniciens ferroviaires
- Les Indestructibles (2004) deux vieux messieurs déclarant « That's old school... », « Yeah, no school like the old school ».

Les deux amis sont mis à l'honneur dans un documentaire biographique de 1995 Frank and Ollie, dirigé par Theodore Thomas, fils de Frank, présenté au Festival international du film de Toronto. Ce documentaire met en avant leurs carrières professionnelles, la vie privée et leur amitié.
À ce jour l'une des biographies les plus complètes est le livre de John Canemaker Walt Disney's Nine Old Men & The Art of Animation (2001).

## Filmographie
- 1937 : Blanche-Neige et les Sept Nains
- 1940 : Pinocchio
- 1942 : Bambi
- 1942 : Saludos Amigos
- 1944 : Les Trois Caballeros
- 1949 : Le Crapaud et le Maître d'école
- 1950 : Cendrillon
- 1951 : Alice au Pays des Merveilles
- 1953 : Peter Pan
- 1955 : La Belle et le Clochard
- 1959 : La Belle au bois dormant
- 1961 : Les 101 Dalmatiens
- 1963 : Merlin l'Enchanteur
- 1964 : Mary Poppins
- 1967 : Le Livre de la Jungle
- 1970 : Les Aristochats
- 1973 : Robin des Bois
- 1977 : Les Aventures de Winnie l'ourson
- 1977 : Les Aventures de Bernard et Bianca
- 1981 : Rox et Rouky

## Livres
- Œuvres coécrites avec Ollie Johnston
  - The Illusion of Life
    - Abbeville Press, première édition, 1981
    - Disney Editions, révisé en 1995,  (ISBN 0786860707), 576 pages

  - Too Funny For Words: Disney's Greatest Sight Gags, Abbeville Press, 1990  (ISBN 0896597474), 223 pages
  - The Disney Villain, Disney Editions, 1993  (ISBN 1-56282-792-8), 224 pages
  - Walt Disney's Bambi: The Story and the Film', Disney Editions, 1990,  (ISBN 1-55670-160-8), 208 pages
- Biographie:
  - Walt Disney's Nine Old Men & The Art of Animation, John Canemaker (2001)  (ISBN 0-7868-6496-6)

## Récompenses et Nominations
- 1992 :  Prix Yellow-Kid à disposition du jury, pour l'ensemble de son œuvre
- En 1989, il est nommé Disney Legend aux côtés des autres "Nine Old Men"[2].